# Rose Dione
Claudine Rosalie Gras (1 de enero de 1877-1 de enero de 1936) conocida como Rose Dione fue una actriz franco-estadounidense que participó en múltiples películas de cine mudo y de la época anterior al Código Hays. Entre 1910 y 1932 apareció en 68 películas. Nació en París y falleció en Los Ángeles (California). Su papel más conocido es el de Madame Tetrallini en La parada de los monstruos.

## Filmografía seleccionada
- The Corsican Brothers (1917)
- The World and Its Woman (1919)
- Suds (1920)
- The Woman and the Puppet (1920)
- Silk Hosiery (1920)
- The Land of Jazz (1920)
- Little Lord Fauntleroy (1921)
- Omar the Tentmaker (1922)
- Drifting (1923)
- Salomé (1923)
- The Lover of Camille (1924)
- Shadows of Paris (1924)
- Madamoiselle Modiste (1926)
- The Duchess of Buffalo (1926)
- When a Man Loves (1927)
- The Beloved Rogue (1927)
- Bringing Up Father (1928)
- Out of the Ruins (1928)
- West of Zanzibar (1928)
- Hearts in Exile (1929)
- Women Everywhere (1930)
- Salvation Nell (1931)
- La parada de los monstruos (1932)

- Datos: Q276324
- Multimedia: Rose Dione / Q276324